# Tedj Bensaoula
Tedj Bensaoula (1 de dezembro de 1954) é um ex-futebolista argelino. Ele competiu na Copa do Mundo FIFA de 1982, sediada na Espanha, na qual a seleção de seu país terminou na 13º colocação dentre os 24 participantes.